# Wang Cheng-Pang
Wang Cheng-Pang, född 12 januari 1987, är en taiwanesisk idrottare som tog silver i bågskytte vid olympiska sommarspelen 2004 i Aten.

## Meriter

### Olympiska meriter

#### Olympiska sommarspelen 2008
| Namn                                        | Gren   | Rankingrunda | Rankingrunda | 32-delsfinal                | 16-delsfinal                | 8-delsfinal        | Kvartsfinal           | Semifinal        | Final            | Final |
| Namn                                        | Gren   | Poäng        | Seed         | Resultat                    | Resultat                    | Resultat           | Resultat              | Resultat         | Resultat         | Plats |
| ------------------------------------------- | ------ | ------------ | ------------ | --------------------------- | --------------------------- | ------------------ | --------------------- | ---------------- | ---------------- | ----- |
| Wang Cheng Pang                             | Singel | 667          | 11           | Peljor (BHU) (54) W 110-100 | Moriya (JPN) (22) L 109-114 | Gick inte vidare   | Gick inte vidare      | Gick inte vidare | Gick inte vidare | 31    |
| Chen Szu-Yuan Kuo Cheng Wei Wang Cheng Pang | Lag    | 1980         | 7            | n/a                         | n/a                         | USA (10) W 222-218 | Ukraina (2) L 211-214 | Gick inte vidare | Gick inte vidare | 7     |